# Élections législatives de 1876 dans la 1re circonscription de Dunkerque
Les élections législatives françaises de 1876 dans la 1re circonscription de Dunkerque se déroulent le 20 février 1876.

## Circonscription
La 1re circonscription de Dunkerque était composée en 1876 des cantons de Dunkerque-Est, Dunkerque-Ouest et Gravelines.

## Contexte
Jean-Baptiste Trystram (Gauche républicaine), conseiller général du canton de Dunkerque-Ouest et président de la Chambre de commerce de Dunkerque se présente pour son premier mandat face à  Henri Dupuy de Lôme (Bonapartiste).

## Résultats[1]
- Député sortant : Édouard Roger du Nord (Tiers parti)

| Candidat           | Candidat               | Parti               | Premier tour | Premier tour | Second tour | Second tour |
| Candidat           | Candidat               | Parti               | Voix         | %            | Voix        | %           |
| ------------------ | ---------------------- | ------------------- | ------------ | ------------ | ----------- | ----------- |
|                    | Jean-Baptiste Trystram | Gauche républicaine | 5 874        | 59,98        |             |             |
|                    | Henri Dupuy de Lôme    | Bonapartiste        | 3 920        | 40,02        |             |             |
| Inscrits           | Inscrits               | Inscrits            | 13 695       | 100,00       |             |             |
| Abstentions        | Abstentions            | Abstentions         | 3 856        | 28,16        |             |             |
| Votants            | Votants                | Votants             | 9 839        | 71,84        |             |             |
| Blancs et nuls     | Blancs et nuls         | Blancs et nuls      | 45           | 0,33         |             |             |
| Exprimés           | Exprimés               | Exprimés            | 9 794        | 71,52        |             |             |
| * députés sortants |                        |                     |              |              |             |             |